# أيشي غوتو
أيشي غوتو (باليابانية: 後藤英一؛ بالكانا: ごとう えいいち) هو عالم حاسوب ياباني، ولد في 1931 في طوكيو في اليابان، وتوفي في 2005.